# Roger Aubert
Roger Aubert fue un eclesiástico e historiador belga (Ixelles, 16 de enero de 1914 - Bruselas, 2 de septiembre de 2009). Uno de los forjadores de la "Nueva Historia" de la Iglesia católica, que rompió los límites del clero y de la institución eclesiástica como objetos de estudio y adoptó métodos y teorías tomadas de las ciencias sociales.

## Datos biográficos
Nieto del egiptólogo Jean Capart,termina sus estudios secundarios en 1929. Estudió historia en la Universidad Católica de Lovaina, licenciándose en 1933. Aubert prosigue luego su carrera eclesiástica en el Gran Seminario de Malinas, siendo ordenado sacerdote en 1938. Entre 1939 y 1945 recibe los títulos de Doctor en Filosofía y Letras (Historia) y Doctor en Teología.  En 1951 es nombrado canónigo.
Fue profesor del Gran Seminario de Malinas (1944-1952) y luego, de la Universidad Católica de Lovaina, donde enseñó  entre 1952 a 1983. Era especialista en historia de la Iglesia Católica contemporánea.
Influenció mundialmente la escritura de la historia, gracias a su enfoque objetivo de los hechos, su amplia visión del mundo y su espíritu crítico, pretendiendo siempre explicar los hechos y evaluarlos. Prueba de ello es su monumental Nueva historia de la Iglesia, publicada en cinco volúmenes, conjuntamente con otros autores, de 1963 a 1975. Su obra sobre el pontificado de Pío IX (Pío IX y su época), publicada en 1952, le valió un renombre internacional, debido a la objetividad de su enfoque. Además estudió a cada papa del siglo XX en distintos libros y artículos.
En cuanto a Bélgica, se interesaba especialmente por la historia del cardenal Mercier, sobre el cual publicó una obra. Recogió archivos de grupos católicos y movimientos de juventud, que forman el núcleo del ARCA (Archivos del mundo católico, Louvain-la-Neuve).
Su trabajo como profesor lo alternó con la dirección de la Revista de Historia Eclesiástica, revista de fama internacional, que él contribuyó a hacerla más atenta a la historia de la Iglesia contemporánea. Siguió hasta 2006 en la dirección editorial del Diccionario de historia y geografía eclesiásticas, que hizo avanzar del volumen 14 (letra D) al volumen 30 (letra L), contribuyendo a la redacción de 20.000 páginas de texto.
Desde 1968 era miembro de la Real Academia de Bélgica y del Comité Pontificio de Ciencias Históricas.
Había hecho de la historia de la Iglesia una vocación personal, que le tomaba la totalidad de su tiempo y sus energías; innumerables lectores han aprovechado sus obras y muchos cristianos han alimentado su fe gracias a ella.
Aubert era apreciado por sus colegas y alumnos. En vida fue objeto de varios homenajes suyos,  último de los cuales se hizo el 27 de junio de 2009, a través de la edición de un volumen de homenaje por sus 95 años de vida titulado  El Papado contemporáneo - Il papato contemporaneo, obra publicada conjuntamente por la Biblioteca de la Revista de historia eclesiástica (Louvain-la-Neuve  y las Collectanea Archivi Vaticani (Ciudad del Vaticano), bajo la dirección de Jean Pierre Delville, Marko Jacov, Luc Courtois, Françoise Rosart y Guy Zelis.
Aubert trabajó paralelamente a la Escuela de los Annales en el desarrollo de una historia del hecho religioso desde una perspectiva crítica y científica. Aubert, en una entrevista concedida en 1999 afirmaba que en las décadas de 1930 a 1950 la influencia de Annales aún no se dejaba sentir en el terreno de la historia eclesiástica, en la cual Aubert ya trabajaba desde 1928.
"No es por darme importancia, pero, yo había hecho mis estudios de Historia del año 1928 a 1932 y aquella corriente no existía aún (...) En 1952, cuando llegué a Lovaina, yo no sabía prácticamente nada de la Escuela de los Annales. Mi opción al escribir mi libro ("Pío IX y su Época") en el sexenio de 1946 a 1952 fue independiente de la Escuela de los Annales. Y en los medios eclesiásticos, poco al corriente de la evolución los estudios históricos, mi punto de vista apareció como muy nuevo".
Aubert contribuyó asimismo a la formación de varios estudiantes latinoamericanos que luego en sus países fueron pioneros de un nuevo tipo de historia sobre la Iglesia Católica y el cristianismo en general.

## Obras
- AUBERT, Roger. Pío IX y su época. Barcelona, Edicep, 1974.